# تونیو کروگر
تونیو کروگر رمان کوتاهی از توماس مان نویسنده آلمانی است که در سال ۱۹۰۳ برای اولین بار منتشر شد. این کتاب تاکنون توسط رضا سیدحسینی از فرانسه و محمود حدادی از آلمانی به فارسی ترجمه شده‌است.

## طرح داستان
در فصل اول کتاب تونیو کروگر یک دانش‌آموز است که روحیه‌ای ظریف و هنرمندانه دارد. پدرش بورژوایی از اهالی شمال آلمان و مادرش یک زن هنرمند ایتالیایی است. در فصل دوم تونیو کروگر که در جنوب آلمان زندگی می‌کند نویسنده‌ای جوان، خوش ذوق و ایدئالیست است. در فصل سوم تونیو به زادگاهش در شمال آلمان سفر می‌کند و از مشاهده زندگی بورژواهایی که همیشه آنها را بی‌ذوق و دور از حساسیت‌های والای فکری می‌دید متأثر می‌شود و ارزش زندگی روزمره را درمی‌یابد.

## مضمون
تونیو کروگر و رمان دیگر توماس مان مرگ در ونیز هردو به مضمون حیات هنرمندانه، ارزش‌های والا و ایدئالیسم در تقابل زندگی روزمره می‌پردازد. در تونیو کروگر جنوب آلمان نماد روحیه لاتین، گرما و حیات هنرمندانه و شمال آلمان نماد نمایانگر ارزش‌های زندگی بورژوازی مثل کار، تجارت و ابتذال است. در این رمان توماس مان تعادل بین این دو روحیه را به عنوان بهترین وضعیت زندگی تصویر می‌کند.

## ارتباط با دیگر آثار
این رمان شباهت زیادی با دیگر اثر نویسنده مرگ در ونیز دارد. هر دو اثر در قالب شرح زندگی یک هنرمند، بیانگر نظرات توماس مان دربارهٔ هنر هستند. مشابهت ضرب‌آهنگ روایی دو داستان هم دلیل دیگر بر شباهت آنهاست.

## اقتباس
در سال ۱۹۶۴ از این کتاب فیلمی با همین نام به کارگردانی رولف تیله ساخته شده‌ست.